# Albulina iris
Albulina iris is een vlinder uit de familie van de Lycaenidae. De wetenschappelijke naam van de soort is voor het eerst geldig gepubliceerd in 1884 door Lang.

## Ondersoorten
- Albulina iris iris
- Albulina iris ashretha (Evans, 1925)
- Albulina iris dushanbe (Lukhtanov, 1999)